# Andeseend
De andeseend ook wel gekuifde eend (Lophonetta specularioides) is een vogel uit de familie Anatidae. De wetenschappelijke naam van de soort is voor het eerst geldig gepubliceerd in 1828 door King.

## Kenmerken
De woerd heeft een grijsgroene rug en kop. De wangen en de keel zijn wit, terwijl de borst bruinrood is. De lichaamslengte bedraagt 60 cm.

## Voorkomen
De soort komt voor in het zuiden van Zuid-Amerika en telt twee ondersoorten:
- L. s. alticola: van centraal Peru tot centraal Chili en noordwestelijk Argentinië.
- L. s. specularioides: zuidelijk Chili, zuidelijk Argentinië en de Falklandeilanden.

## Beschermingsstatus
Volgens de Rode Lijst van de IUCN zijn de populatie-aantallen stabiel een daarom heeft de soort de status "niet bedreigd".